# Radio Mayak
Radio Mayak (en russe : Радио Маяк, « Radio phare ») est le nom de l'une des principales stations de radio nationale de fédération de Russie. Fondée en 1964, elle fut un média très influent durant la période soviétique. 
Appartenant à la société d'état VGTRK (structure regroupant de nombreux médias gouvernementaux parmi lesquels les stations de radio Radio Rossii et la Voix de la Russie, les chaînes de télévision Rossiya 1 et RTR Planeta et l'agence de presse Ria Novosti), elle est une station généraliste à dominante informative et culturelle. Elle diffuse ainsi des bulletins d'informations, des chroniques sportives, littéraires ou musicales ainsi que des émissions politiques, le reste de la grille des programmes étant complété par de la musique (variétés russes et internationales). 
De nombreuses personnalités ont déjà été interviewées par des journalistes de Radio Mayak, parmi lesquelles des hommes politiques (Vladimir Jirinovski, Sergueï Mironov), des artistes et des personnalités du monde de la culture (Nikita Mikhalkov, Paco Rabanne) ou des sportifs.
En 2003, la station était encore quatrième en termes de part de marché, atteignant 9 % au niveau national et 9 % à Moscou, secteur où coexistent pourtant de nombreuses radios commerciales.
Radio Mayak diffuse en modulation de fréquence et en grandes ondes sur la majorité du territoire national, à Moscou sur la fréquence 103,4 Mhz ainsi que par satellite (Express AM1, 40° est, fréquence 10995, polarisation verticale). Les émissions de la station sont également retransmises en direct sur internet.